# Stalaktit
Stalaktit (fra græsk: Σταλακτίτης, stalaktites, "dryppende") betegner en bestemt type drypsten, der kan findes i en kalkstenshule.
En stalaktit er en tap, der hænger ned fra loftet, i modsætning til en stalagmit som står på gulvet.